# Tramway de Tampa
Le tramway de Tampa est la ligne de tramways touristiques de la ville de Tampa, aux États-Unis. Il a ouvert le 19 octobre 2002, avec un premier tronçon de 3,86 km de long. Le 19 décembre 2010, une extension de 0,54 km s'est ajoutée à la ligne existante.

## Historique

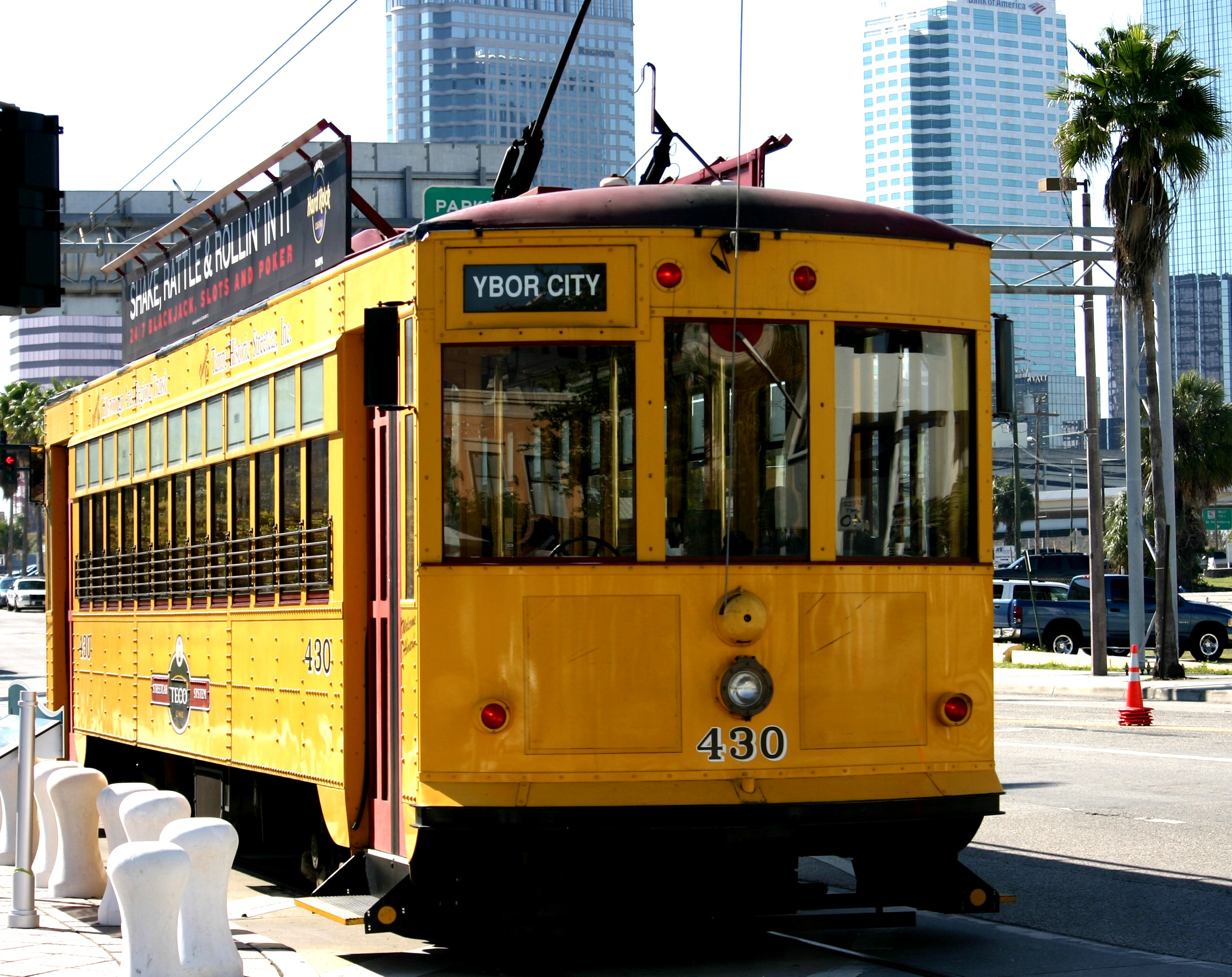
Birney Safety Car

## Réseau actuel

### Aperçu général
La ligne compte 11 stations :
- Whiting
- Dick Greco Plaza
- HSBC
- The Tampa Tribune
- Cumberland Avenue
- York Street
- Port Authority
- Cadrecha Plaza
- Streetcar Society
- Tampa Bay Federal Credit Union
- Centennial Park